# Levermeridiaan

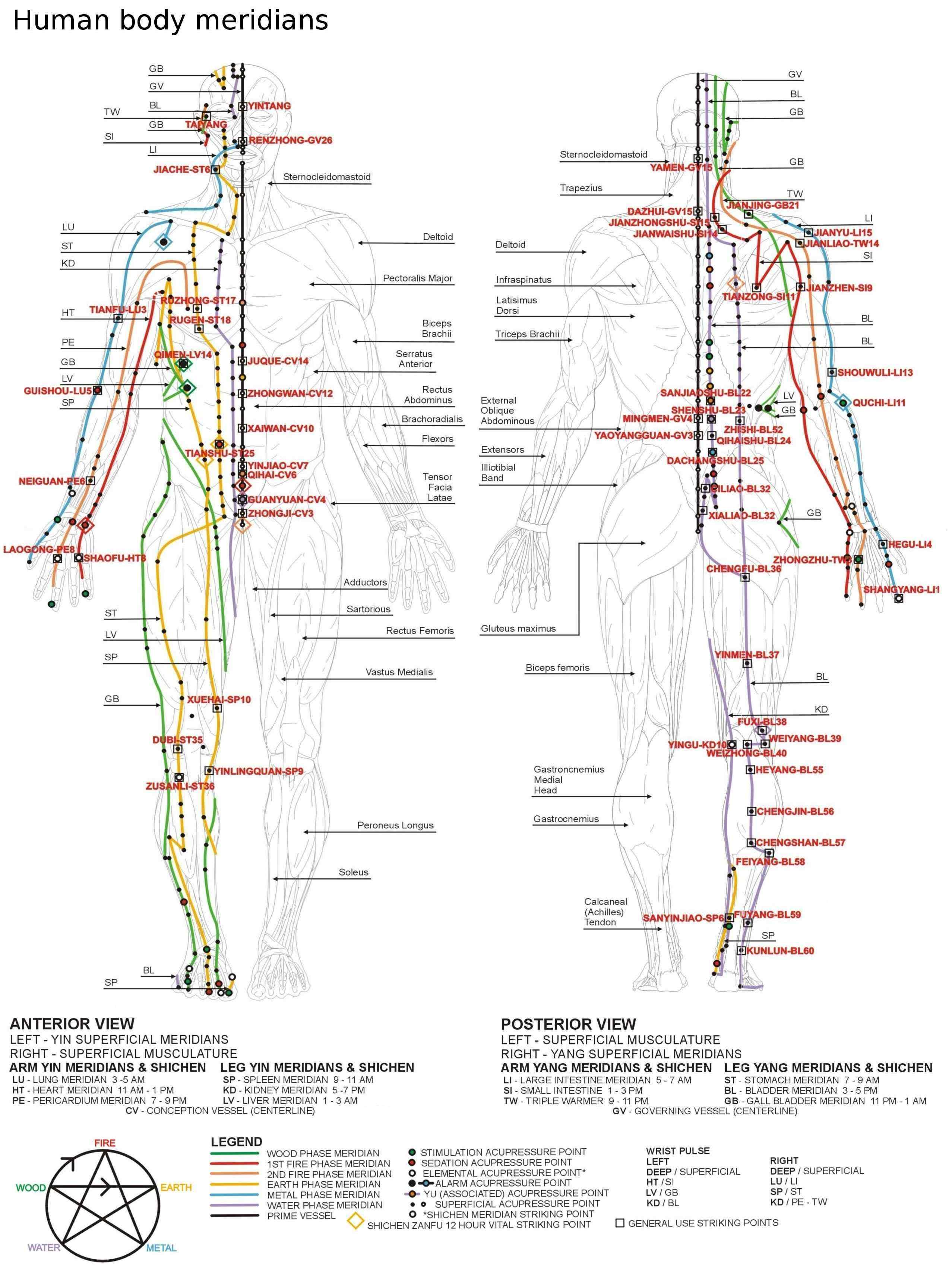
Overzicht van de 12 belangrijkste meridianen

De levermeridiaan (Zu Jue Yin) is een van de 12 belangrijkste meridianen in de traditionele Chinese geneeskunde.
De meridiaan begint op de grote teen en loopt omhoog over de voet via de binnenzijde van de enkel naar de binnenzijde van de knie, naar de lies en loopt over het geslachtsorgaan over de buik en eindigt bij de ribben. Volgens de traditionele Chinese geneeskunde is deze meridiaan een yinmeridiaan en behoort tot het element hout. Tussen 01:00 en 03:00 uur zou deze energie het meest actief zijn.
Op de levermeridiaan zitten veertien punten die gebruikt worden binnen de acupunctuur, acupressuur en reflexologie. Deze zouden invloed hebben op de afgifte van de hormonen, pijn in ribben, misselijkheid, geslachtsorganen en woede.
longmeridiaan · dikkedarmmeridiaan · dunnedarmmeridiaan · maagmeridiaan · miltmeridiaan · hartmeridiaan · blaasmeridiaan · niermeridiaan · pericardiummeridiaan · drievoudige verwarmermeridiaan · galblaasmeridiaan · levermeridiaan